# Iddergem
Iddergem is een dorp in de Belgische provincie Oost-Vlaanderen en een deelgemeente van Denderleeuw, het was een zelfstandige gemeente tot aan de gemeentelijke herindeling van 1977. Iddergem ligt in de Denderstreek.

## Geschiedenis

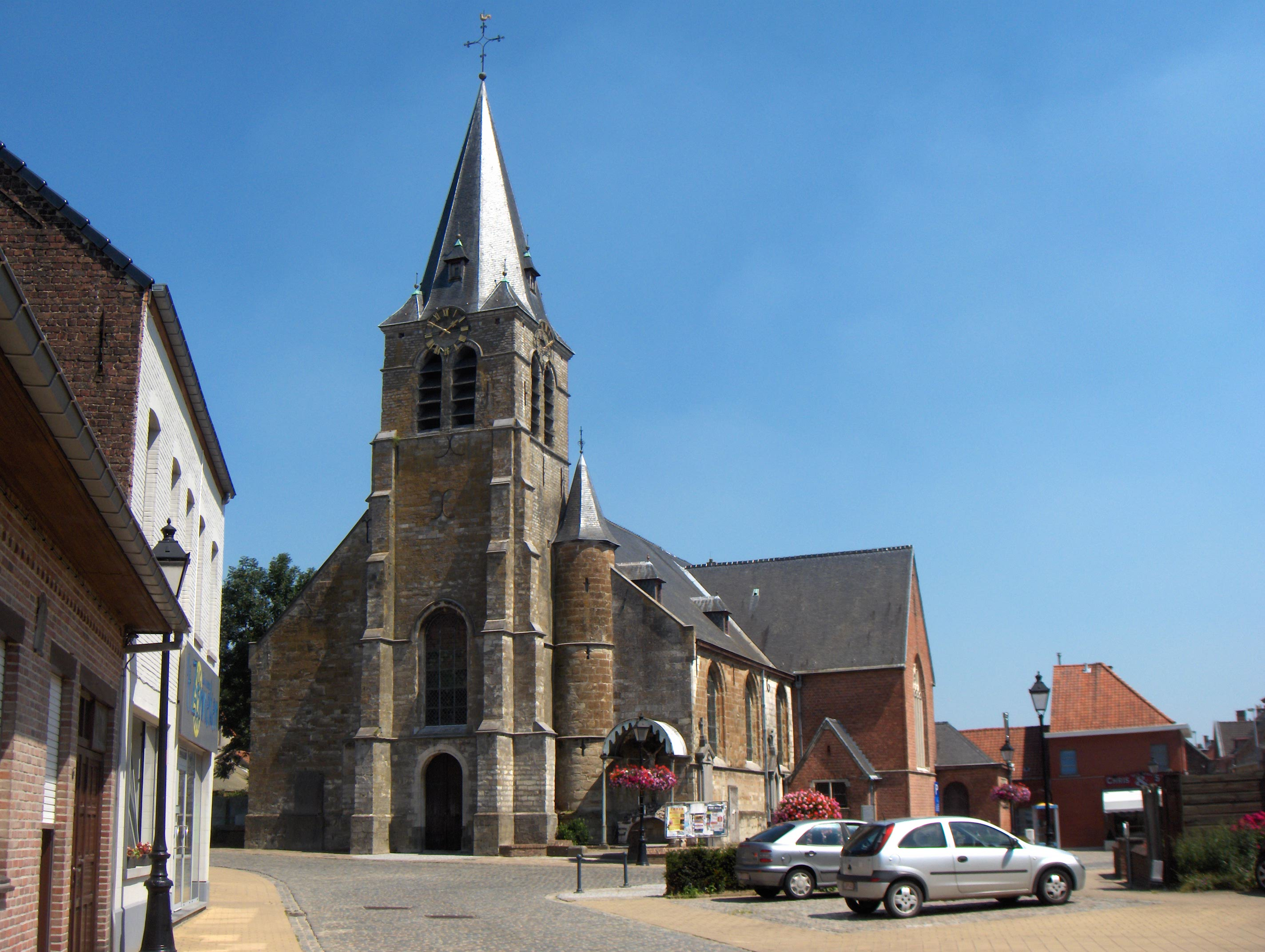
Sint-Amanduskerk in Iddergem

De naam van het dorp zou volgens Maurits Gysseling staan voor de woonplaats van (de afstammelingen van) het Frankische stamhoofd Idduhario. Deze zouden zich rond de 5e eeuw hier hebben gevestigd.
De abdij van Ninove was een van de belangrijkste grondbezitters in Iddergem met onder meer de watermolen van het dorp in hun bezit. In de 12de eeuw maakte het dorp, samen met Teralfene en Erembodegem, deel uit van de heerlijkheid van de Ridders van Erembodegem. Iddergem werd in 1227 samen met Welle het persoonlijk bezit van de graaf van Vlaanderen en dit tot in 1626.
In 1689 werd het verkocht aan de familie Vilain, die het zou behouden tot op het eind van de 18de eeuw. Na de Franse Revolutie werd het een gemeente met een eerste burgemeester in 1800. Bij de fusie van de gemeenten in 1977 werd het samen met Welle een deelgemeente van Denderleeuw.
De uit de 15e eeuw daterende laat-gotische Sint-Amanduskerk is sinds 1975 een beschermd monument. Ieder jaar worden in Iddergem de Sint-Antoniusvieringen (met varkenskopveiling) georganiseerd.

## Bezienswaardigheden
- De Sint-Amanduskerk
- De Eenemolen

## Natuur en landschap
Iddergem ligt aan de Molenbeek op een hoogte van ongeveer 25 meter. Oostelijk van de kom stroomt de Dender.

## Demografische ontwikkeling
- Bronnen:NIS, Opm:1831 tot en met 1970=volkstellingen; 1976 = inwoneraantal op 31 december

## Geboren
- Jozef Van Dalem (1936), atleet

## Nabijgelegen kernen
Denderleeuw, Denderhoutem, Welle, Okegem

## Referentie
- Geschiedenis van Iddergem, Denderleeuw.be (2010).

Deelgemeenten: Denderleeuw · Iddergem · Welle 

Wijken en gehuchten: Hemelrijk · Huissegem · Leeuwbrug

Belgische gemeenten · Arrondissement Aalst · Oost-Vlaanderen · Vlaanderen